# Шеромінек
Шеромінек (пол. Szerominek) — село в Польщі, у гміні Плонськ Плонського повіту Мазовецького воєводства.
Населення — 604 особи (2011).
У 1975-1998 роках село належало до Цехановського воєводства.

## Демографія
Демографічна структура станом на 31 березня 2011 року:
|          | Загалом | Допрацездатний вік | Працездатний вік | Постпрацездатний вік |
| -------- | ------- | ------------------ | ---------------- | -------------------- |
| Чоловіки | 305     | 73                 | 213              | 19                   |
| Жінки    | 299     | 65                 | 193              | 41                   |
| Разом    | 604     | 138                | 406              | 60                   |